# Годвишня
Годви́шня — село в Україні, у Львівському районі Львівської області. Населення становить 203 особи. Орган місцевого самоврядування - Городоцька міська рада. В селі знаходиться дерев'яна церква Вознесення Господнього 1885 [Архівовано 10 квітня 2013 у Wayback Machine.].
15 червня 1934 р. село Годвишня було передане з Рудківського повіту до Городоцького.

## Відомі люди

### Уродженці
- Ярослава Мельник (нар. 1954) — український літературознавець, франкознавець. Доктор філологічних наук (2006), дійсний член НТШ (2017).